# 1579
Cette page concerne l'année 1579  du calendrier julien.
L'année 1579 est une année commune qui commence un jeudi.

## Événements

### Amérique
- 12 février : au Brésil, l’évêque de Salvador est investi de pouvoirs inquisitoriaux[1].
- 17 juin : l'explorateur anglais Francis Drake découvre la baie de San Francisco, en Californie[2].
- 11 octobre : à la demande de Philippe II d'Espagne qui veut « boucler » le détroit de Magellan aux navires anglais, le cosmographe Pedro Sarmiento de Gamboa part de Callao pour explorer les côtes occidentales de la Patagonie puis l’intérieur du détroit. Il arrive en Espagne au mois d’août de l’année suivante[3].

### Asie
- Juin, Japon : le château d’Azuchi devient la résidence officielle de Nobunaga Oda[4].
- 21 juin : dispute organisée par Nobunaga Oda au château d’Azuchi entre les tenants du Bouddhisme de Nichiren et ceux de la Terre Pure (Tendai), à l'avantage des derniers. Trois prédicateur Nichiren sont exécutés[5].
- 20 juillet : arrivée du père jésuite Michele Ruggeri à Macao[6]. Il organise la mission.
- 25 juillet : arrivée au Japon du visiteur jésuite des missions d'Extrême-Orient, Alessandro Valignano[7].
- Août-septembre : Akbar proclame son infaillibilité[8]. Il revendique la dignité de calife. Il met fin à la jiziya et élargit les discussions aux Hindous, Jaïns, Zoroastriens, etc. Les œuvres sanscrites sont systématiquement traduites en persan. Le terme utilisé pour décrire cette politique religieuse tolérante (sulh-i-kul, « parfaite conciliation »), traduit l’attirance que le soufisme exerce sur l’empereur.
- Octobre : Nobunaga Oda demande à Ieyasu Tokugawa de faire exécuter son épouse (fille d’un vassal des Imagawa) et de contraindre au suicide le fils qu’elle avait eu d’un premier mariage, Nobuyasu[9].

- 4 novembre : arrivée de Francis Drake aux Moluques. Il est reçu par le sultan de Ternate révolté contre les Portugais[10]. Il lui offre sa protection en échange de l’implantation de comptoirs, créant ainsi le premier établissement anglais d’outre-mer. Il rapporte d’importantes cargaisons (clous de girofle)[11].
- Les troupes de Oda Nobunaga sont battues lors de la bataille de Tensho Iga no Ran par les ninja de la province d'Iga dirigé par Sandayu Momochi. Furieux, Nobunaga riposte et mène une invasion massive de la province en 1581[12].
- Établissement portugais fondé par Pedro Tavares à Hughli au Bengale[13].
- Indonésie : le royaume musulman de Banten soumet le royaume hindouiste de Pajajaran dans l'ouest de l'île de Java[14].

### Europe

Janvier : Séparation des Pays-Bas entre l'Union d'Arras au sud (en jaune sur la carte) et l'Union d'Utrecht

- 6 janvier : union d'Arras[15]. Alexandre Farnèse réunit à l’Espagne les provinces méridionales des Pays-Bas qui veulent maintenir la religion catholique : l'Artois, le Hainaut, le Cambrésis et la Flandre romane (à l'exception du Tournaisis[16].
- 23 janvier : l’union d'Utrecht réunit par réaction les provinces protestantes (Hollande, Zélande, Utrecht, Gueldre, Overijssel, Frise, Groningue) sur la base de la liberté des cultes[15]. Elles échappent à l’Espagne et sont à l’origine des Provinces-Unies.

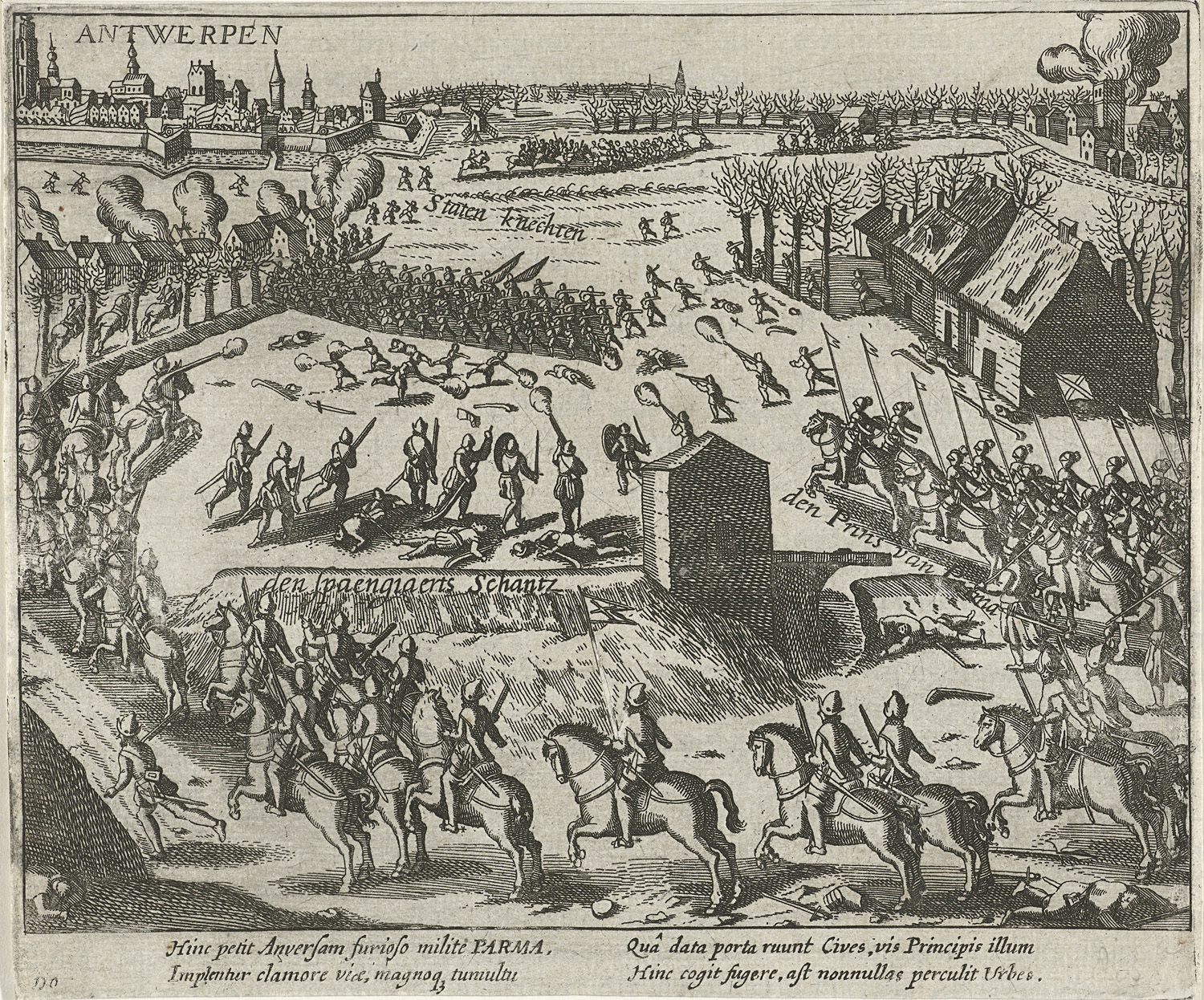
2 mars : le prince de Parme attaque le faubourg de Borgerhout, devant Anvers.

- 8 mars-29 juin : Alexandre Farnèse assiège et prend Maastricht[18].

- 12 juillet : le roi de Pologne Étienne Báthory déclare la guerre à la Moscovie[19].

- 18 juillet, révolte du Desmond : retour en Irlande de James FitzMaurice FitzGerald (en), prince normand irlandais révolté, qui débarque à Smerwick près de Dingle avec 900 soldats espagnols. Il est tué par les Anglais le 18 août[20]. Après la reddition de Smerwick et le massacre de la garnison espagnole (10 novembre 1580) Élisabeth Ire d'Angleterre confisque 200 000 ha en Irlande, établit des lotissements et distribue des lots appartenant à l’Église anglicane. Une université protestante est créée à Dublin (Trinity College, 1592), l’Irlande est divisée en comtés et les lois anglaises sont généralisées.
- 28 juillet : le secrétaire du roi d'Espagne Antonio Pérez est emprisonné[21], sans doute pour avoir conduit le roi à favoriser l’assassinat du secrétaire de don Juan d'Autriche, Juan de Escobedo (31 mars 1578), accusé faussement de divers forfaits.
- 2 août : Étienne Báthory assiège Polotsk qui capitule le 29 août ; Ivan IV doit se réfugier à Pskov et tenter de négocier[22].

- 3 août : Antoine Perrenot, sire de Granvelle (1517-1586), de retour de Rome, arrive à l'Escurial. Il devient le principal conseiller de Philippe II d'Espagne[23].
- 8 septembre : Arrivée Esmé Stewart à la cour d’Écosse. Il devient le favori du jeune roi Jacques VI d'Écosse qui le fait duc de Lennox, et exerce le pouvoir jusqu’en 1582[24].

- 20 octobre : Nicolò Doria devient doge de Gênes, succédant à Giovanni Battista Gentile Pignolo (fin du mandat le 20 octobre 1581).
- 24 octobre : Guillaume devient duc de Bavière (fin en 1597)[25].
- 19 décembre : L’Inquisition obtient le pouvoir de confiscation au Portugal[26].

- Construction de la forteresse de Spinalonga (Kalydon), en Crète, par les Vénitiens[27].

- L’archiduc Charles décrète le bannissement des prédicateurs luthériens du comté de Gorizia en Styrie[28]. Il signe un accord avec le duc de Bavière, ultra-catholique.
- Melchior Khlesl est nommé official de l’évêque de Passau[29]. Il prend la direction de la Contre-Réforme en Basse-Autriche où il rétablit l’autorité épiscopale.
- La religion des Roumains orthodoxes de Transylvanie est tolérée par un statut Étienne Báthory[30].
- Fausto Sozzini (1539-1604) neveu de Lelio Sozzini chef des antitrinitaire italiens, après un séjour en Transylvanie, se rend à Cracovie en Pologne où il fonde le mouvement appelé le socinianisme[31]. Il préconise une sécularisation de la vie religieuse et des changements drastiques dans la société, tel que l’abolition du servage. Un groupe se constitue à partir des convertis au luthéranisme et connaît une longue existence jusqu’au XVIIIe siècle.

## Naissances en 1579
- 25 mars : Giovanni Briccio, peintre, auteur de théâtre et musicien italien († 6 juin 1645).
- 2 mai : Tokugawa Hidetada, shogun du Japon († 1632).
- 8 juin : Trophime Bigot, peintre français († 21 février 1650).
- 10 août : Jean de Galard de Béarn, diplomate et militaire français († 14 mars 1645).
- 18 août : Afonso Mendes, prêtre jésuite et théologien portugais († 29 juin 1656).
- 30 septembre : Jobst Harrich, peintre allemand († 11 avril 1617).
- Date précise inconnue :
  - Pietro di Fabrizio Accolti, peintre italien († 1642).
  - Alessandro Adimari, philologue et poète italien († 1649).
  - Pietro Afesa, peintre italien († 1656).
  - Dominicus Arumaeus, professeur frison de droit du Saint-Empire romain († 24 février 1637).
  - Barom Reachea V, Prince Ponhea Ton, roi du Cambodge († 1599).
  - Wolf Heinrich von Baudissin, général danois († 24 juin 1646).
  - Giulio Cesare Begni, peintre baroque italien († 27 avril 1659).
  - Nicolas Briot, médailleur français († 24 décembre 1646).
  - John Cameron, théologien protestant écossais († 27 novembre 1625).
  - Miguel de Carvalho, prêtre jésuite portugais († 25 août 1624).
  - Étienne de la Croix, prêtre jésuite français († 24 janvier 1643).
  - Dame Kasuga, japonaise issue d'une importante famille de samouraïs († 26 octobre 1643).
  - Raffaele Della Torre, juriste et historien italien († 21 mars 1666).
  - John Egerton, 1er comte de Bridgewater, pair et homme politique anglais († 4 décembre 1649).
  - Henriette d'Entragues, marquise de Verneuil, maîtresse du roi de France Henri IV († 9 février 1633).
  - Pierre d'Hardivilliers, archevêque français († 9 octobre 1649).
  - Pedro Miguel de Heredia, médecin espagnol († 23 mars 1655).
  - Lucas Kilian, graveur allemand († 27 mars 1637).
  - Kobori Enshū, daimyo, architecte et maître de thé de l'époque d'Edo  († 12 mars 1647).
  - Gabriel de L'Aubespine, prélat français († 15 août 1630).
  - Martin de la Mère de Dieu, carme déchaux espagnol († 13 janvier 1656).
  - Donato Mascagni, religieux, sculpteur et peintre italien († 10 mars 1637).
  - Abraham van Merlen, peintre et graveur flamand († 24 juin 1660).
  - Sultan Muda, cinquième sultan d'Aceh († 1579).
  - John Ogilvie, prêtre jésuite écossais († 10 mars 1615).
  - Jean de Plantavit de La Pause, évêque français († 28 mai 1651).
  - René Potier de Tresmes, militaire et homme politique français († 1er février 1670).
  - Carlo Saraceni, peintre italien († 16 février 1620).
  - Giovanni Battista Scanaroli, jurisconsulte et prélat italien († 10 septembre 1664).
  - Pierre Scarron, évêque catholique français († 6 février 1668).
  - Thomas Somerset, 1er vicomte Somerset, homme politique anglais († entre 1644 et 1651).
  - Esmé Stewart, 3e duc de Lennox, noble écossais († 30 juillet 1624).
  - Kateřina Stradová, maîtresse de Rodolphe II, empereur du Saint-Empire († 1629).
  - Tang Zhiqi, peintre chinois († 1651).
- Vers 1579 :
  - Horacio Carochi, prêtre jésuite italien († 14 juillet 1662).
  - Melchior Franck, compositeur allemand († 1er juin 1639).
  - Arthur Johnston, médecin et poète écossais († 1641).
  - Jacques Malbrancq, prêtre jésuite des Pays-Bas méridionaux († 1653).
  - Germaine de Pibrac, vierge et sainte catholique française († vers le 15 juin 1601).
  - Konstantinas Sirvydas, prêtre jésuite, linguiste, philologue et prédicateur lituanien († 23 août 1631).

## Décès en 1579
- 12 février : Laurentius Petri Gothus, prêtre suédois, archevêque d'Uppsala (° 1529 ou 1530).
- 16 février : Gonzalo Jiménez de Quesada, explorateur et conquistador espagnol (° 1509).
- 20 février :  Nicholas Bacon, juriste et homme politique anglais (° 28 décembre 1510).

- 12 mars : Alexandre Piccolomini, humaniste et philosophe toscan (° 13 juin 1508).
- 28 mars :  Juan Fernández Navarrette, peintre espagnol (° 1526).

- 13 avril : Uesugi Norimasa, daimyo japonais qui possède la  province d'Echigo (° 1523).
- 19 avril : Uesugi Kagetora, samouraï de l'époque Sengoku au Japon (° 1552).

- Mai : Antun Dalmatin (hr), théologien slovène protestant, traducteur de la bible en croate
- 6 mai : François de Montmorency, noble et militaire français, grand officier de la couronne (° 17 juillet 1530).

- 6 juin : Jean de Losse, noble français (° 1504).
- 25 juin : Hatano Hideharu, chef du clan Hatano (° 1541).

- 6 juillet : Takenaka Shigeharu, samouraï durant la période Sengoku (° 27 septembre 1544).
- 15 juillet : Simao Rodrigues de Azevedo, prêtre jésuite portugais (° 1510).
- 24 juillet : Benedetto Lomellini, cardinal italien (° 1517).
- 30 juillet : Hans Staden, soldat et aventurier allemand (° vers 1525).

- 19 août : Louis de Bussy d'Amboise, gentilhomme et épéiste réputé de la cour d'Henri III (° 1549).
- 23 août : Francisco Pacheco de Toledo, cardinal espagnol (° 1508).

- 19 septembre : Tsukiyama-dono, épouse officielle du shogun Tokugawa Ieyasu (° 1542).

- 5 octobre : Matsudaira Nobuyasu, fils ainé de Tokugawa Ieyasu (° 13 avril 1559).
- 9 octobre : Johann III. von Blankenfeld, commerçant, ingénieur et bourgmestre de la ville de Berlin (° 1507).
- 13 octobre : William Drury, général et homme d'État anglais (° 2 octobre 1527).
- 24 octobre : Albert V de Bavière, duc de Bavière (° 29 février 1528).
- 31 octobre : Joannes Stadius, mathématicien, astronome, astrologue et historien flamand (° 1er mai 1527).

- 7 novembre : Gáspár Bekes, Magnat de Hongrie, comte de Fogaras, chef-militaire et homme politique transylvain (° 1520).
- 21 novembre : Cipriano Piccolpasso, architecte, historien, céramiste, peintre de majolique et écrivain italien (° 1524).

- 6 décembre : Mu Dong, homme politique chinois (° 1er novembre 1534).

- Date précise inconnue :
  - Livio Agresti, peintre maniériste italien de la Renaissance tardive de l'école de Forlì (° 1505).
  - Giacomo Bertucci, peintre italien (° vers 1502).
  - Giacomo Grimaldi Durazzo, doge de Gênes (° 1503).
  - Miguel de Fuenllana, compositeur et vihueliste espagnol (° vers 1500).
  - Giovanni Bernardo Lama, peintre italien (° 1508).
  - Joseph Nassi, personnalité importante de la cour du sultan Soliman le Magnifique puis de son fils Selim II, seigneur de Tibériade et duc de Naxos (° 1524).
  - Nijō Haruyoshi, noble japonais  de l'époque de Muromachi (° 1526).
  - Diego de Rosales, peintre espagnol (° 1525).
  - Tomé de Sousa, militaire et homme politique portugais (° 1503).
  - Hubert Cailleau, enlumineur du Comté de Hainaut (° vers 1526).
  - Sultan Muda, cinquième sultan d'Aceh dans le nord de Sumatra (° 1579)

- Vers 1579 :
- Giovanni Capassini,  peintre maniériste italien (° vers 1510).